# Operación Chicago

Insignia de la 101.ª División Aerotransportada

La Operación Chicago fue un asalto aéreo utilizando planeadores, realizado por elementos de la 101.ª División Aerotransportada en horas de la madrugada previas a la invasión principal de nombre clave Operación Overlord realizada el 6 de junio de 1944.

## Misión
Los objetivos asignados a la división consistían en asegurar cuatro salidas de la playa Utah, destruir un emplazamiento de artillería costera alemán ubicado en Saint-Martin-de-Varreville, capturar los edificios cercanos al área ya que se creían eran utilizados como barracas y puesto de comando de la batería, capturar una posición defensiva en el río Douve, así como también 2 puentes que lo cruzaban para asegurar toda el área del río.
En el proceso, las tropas también debían interrumpir las comunicaciones alemanas, colocar barricadas en los caminos para obstaculizar a los refuerzos alemanes, establecer una línea defensiva entre las cabezas de playa y Valognes, despejar los campos que servirían de zonas de salto y reencontrarse con la 82.ª División Aerotransportada.
- Datos: Q2311651